# قرن المفرود (وشحة)

تعديل مصدري - تعديل

قرن المفرود هي إحدى قرى عزلة بنى سعد بمديرية وشحة التابعة لمحافظة حجة، بلغ تعداد سكانها 182 نسمة حسب تعداد اليمن لعام 2004.